# Acción de San Pedro Abanto
La acción de San Pedro Abanto o segunda batalla de Somorrostro hace referencia a la batalla desarrollada en los alrededores de Bilbao durante la tercera guerra carlista, en lo que hoy es el término municipal de Abanto y Ciérvana, y que tuvo lugar del 25 al 27/28 de marzo de 1874 entre las tropas leales a la Primera República Española y los carlistas.

## Historia
Sometida la ciudad de Bilbao a cerco carlista, durante el invierno de 1874 se sucedieron los intentos por parte de los ejércitos liberales para levantar el sitio. Por su parte, las tropas carlistas ocupaban posiciones dominantes y en altura en los alrededores, controlando los accesos y manteniendo el control de la zona, con el objetivo final de su conquista para poder establecer un puerto leal significativo y de gran capacidad. El conjunto de operaciones de ambos ejércitos mantuvo en equilibrio la situación hasta la llegada de la primavera. Varias unidades de los ejércitos republicanos se agruparon desde diferentes puntos de toda España para reforzar el Ejército del Norte. Entre ellas se encontraba el Primer regimiento de Infantería de Marina. 
La zona objeto de las operaciones en el Valle de Somorrostro estaba conformada por cuatro concejos: Santa Juliana de Abanto y San Román de Ciérvana, y San Pedro de Abanto (conocidas popularmente como Abanto de Suso y Abanto de Yuso), San Julián de Musquiz (actual Musques) y San Salvador del Valle (actual Valle de Trápaga). Muy cerca de ellas Santurce y Sestao. El 25 de marzo de 1874, las tropas gubernamentales atacaron las posiciones carlistas consiguiendo romper el cerco, lo que se considera una de las primeras y más brillantes acciones de la Infantería de Marina española. No obstante, la brillante acción no consiguió todos sus objetivos y, aunque el sitio de Bilbao se levantó parcialmente, ambos ejércitos sufrieron numerosas bajas (entre 2000 y 2200 hombres cada uno). A finales de marzo todavía mantenían las tropas carlistas posiciones de privilegio en la zona. No sería hasta finales de abril cuando el ejército republicano consiguiera lanzar una mayor ofensiva, con más de 17 000 hombres, y dejar libre el paso a Bilbao provocando la retirada carlista definitiva el 2 de mayo.